# Gerald Ciolek
Gerald Ciolek (Colonia, 19 de septiembre de 1986) es un ciclista alemán.
Debutó como profesional en el año 2005 en las filas del equipo Akud Arnolds Sicherheit. En la Vuelta a España 2009 consiguió su primera etapa en una grande. En 2013 ganaría la Milán-San Remo una histórica competencia italiana, además de encontrarse dentro del UCI WorldTour.

## Palmarés
| 2005 - Campeonato de Alemania en Ruta 2006 - 1 etapa de la Jadranska Magistrala - 1 etapa de la Vuelta a Alemania - Vuelta a Núremberg - Campeonato Mundial en Ruta sub-23 2007 - 1 etapa de la Vuelta a la Baja Sajonia - Vuelta a Renania-Palatinado - 2 etapas de la Vuelta a Austria - 3 etapas de la Vuelta a Alemania - 1 etapa del Drei-Länder-Tour 2008 - 2 etapas de la Vuelta a Baviera - 1 etapa de la Vuelta a Alemania 2009 - 1 trofeo de la Challenge Vuelta a Mallorca (Trofeo Calviá) - 1 etapa de la Vuelta a España | 2010 - 1 etapa en la Vuelta a Baviera 2011 - 2.º en el Campeonato de Alemania en Ruta 2012 - 1 etapa de la Vuelta al Algarve 2013 - 1 etapa de los Tres Días de Flandes Occidental - Milán-San Remo - 1 etapa de la Vuelta a Baviera - 2.º en el Campeonato de Alemania en Ruta - 1 etapa de la Vuelta a Austria - 1 etapa de la Vuelta a Gran Bretaña 2014 - 1 etapa de la Vuelta a Andalucía |

## Resultados en Grandes Vueltas y Campeonatos del Mundo
| Carrera         | Carrera         | 2005 | 2006 | 2007 | 2008  | 2009  | 2010  | 2011  | 2012 | 2013 | 2014  | 2015 | 2016 |
| --------------- | --------------- | ---- | ---- | ---- | ----- | ----- | ----- | ----- | ---- | ---- | ----- | ---- | ---- |
|                 | Giro de Italia  | —    | —    | —    | —     | —     | —     | Ab.   | —    | —    | —     | —    | —    |
|                 | Tour de Francia | —    | —    | —    | 103.º | 126.º | 133.º | 150.º | —    | —    | —     | —    | —    |
|                 | Vuelta a España | —    | —    | —    | —     | Ab.   | —     | —     | —    | —    | 139.º | —    | —    |
| Mundial en Ruta | Mundial en Ruta | —    | —    | Ab.  | Ab.   | Ab.   | —     | —     | —    | —    | —     | —    | —    |

—: no participa

Ab.: abandono

## Equipos
- Akud Arnolds Sicherheit (2005)
- Team Wiesenhof (2006)
- T-Mobile/Columbia (2007-2008)
  - T-Mobile Team (2007)
  - Team Columbia (2008)
- Team Milram (2009-2010)
- QuickStep/Omega Pharma (2011-2012)
  - QuickStep Cycling Team (2011)
  - Omega Pharma-QuickStep (2012)
- MTN-Qhubeka (2013-2015)
- Cult Energy-Stölting Group (2016)